# Beveren
Beveren er en by i Flandern i det nordlige Belgien. Byen ligger i provinsen Østflandern, ved bredden af floden Schelde, og tæt ved grænsen til nabolandet Holland. Indbyggertallet er pr. 2006 på ca. 46.000.